# Русские военнопленные в Османской империи (Первая мировая война)
Русские военнопленные в Османской империи — российские военнослужащие, захваченные в плен войсками Османской империи в ходе Первой мировой войны на различных фронтах: Кавказском, Румынском, Македонском. Общая численность оценивается от 5 до 20 тысяч человек. Эти пленные содержались в лагерях на территории Турции, где они испытывали тяжелые условия содержания, голод и высокую смертность. Россия и Турция проводили ограниченный обмен военнопленными, в основном инвалидами. После войны часть русских пленных были репатриированы на родину, а часть осталась в стране.

## Предыстория
Российская и Османская империи на протяжении многих веков находились в состоянии противостояния и вражды. Ещё до Первой мировой войны, в ходе русско-турецких войн тысячи русских солдат и офицеров попадали в османский плен. Первая мировая война, в которую обе империи вступили в 1914 году на противоположных сторонах, не стала исключением — в результате боевых действий на Кавказском фронте, Румынском фронте и Македонском фронте турецкие войска захватили в плен тысячи русских солдат и офицеров.

## Захват военнопленных и размещение
Российские военнослужащие, которые попали в плен к туркам во время боевых действий на Кавказском фронте, первоначально содержались в турецком городе Эрзеруме. Военнопленные из числа офицеров и солдат, захваченные противником на других участках военных действий, включая морские сражения, свозились турками в Стамбул. Из Стамбула российских военнопленных распределяли по различным лагерям на территории Турции. Основными местами заключения стали турецкие города Афьонкарахисар, Сивас, Бурса, Измит, Тузла, Эскишехир. Однако пленных держали и в некоторых других населенных пунктах Османской империи того времени.
Офицеры содержались в оставленных армянами домах в городе. Рядовые пленные находились в казематах крепости Эрзерума, в казармах полицейского управления и в одном из городских караван-сараев. В дальнейшем, уже в Сивасе и Эрзинджане, офицеры отделялись от солдат и содержались отдельно. Для их размещения турецкие власти либо арендовали отели, либо использовали оставленные армянами дома.
В некоторых случаях турками была проявлена жестокость во время захвата пленных: согласно показаниям турецкоподданного Фаламаса Понапешьяна, данным им 23 июля 1916 года в качестве свидетеля перед Чрезвычайной следственной комиссией в Петрограде, он был очевидцем жестокого обращения турецких войск с захваченными в плен 120 русскими солдатами в городе Мелязкерт. По словам Фаламаса, этих пленных подвергли пыткам и убили, в частности, путем расчленения и сдирания кожи. Один из русских солдат по приказу турецкого офицера Мамеда Седхи Сардара был раздет догола и под конвоем отправлен в другой город. Присутствовавшие при этом германские офицеры, включая двух генералов, не предприняли попыток остановить эти действия турецких войск.

## Условия содержания

### Отношение Османской империи к пленным
Из всех государств Центрального блока, противников России в Первой мировой войне, наиболее тяжелым для русских военнопленных был турецкий плен. В отличие от Германии, где, несмотря на все трудности, оставались высокие шансы на выживание пленных, в Османской империи для них была самая высокая смертность. Русский пленный Лавров писал, что «Люди мрут от истощения, отвратительного помещения и отсутствия прогулок. С голода едят сырую траву без разбора, лягушек, черепах. Болезни никто не лечит. Смертность такая, что на моих глазах в Сивасе за 2 месяца из 1200 человек умерло 900». А. Колесникова считает, что упоминания в османских документах о захоронениях вблизи лагерей для русских пленных свидетельствуют о значительном числе умерших. По мнению исследователей А. А. Воробьева и В. Д. Выборного, причина жестокого обращение к русским военнопленным связана с русофобией в Османской империи того времени. 
Однако турецкие авторы заявляют другую позицию в отличие от русских авторов. Исследователь Юджел Яныкдаг отмечает, что несмотря на все тяготы турецкого плена, следует учитывать общие проблемы Османской империи в годы войны — из-за плохой подготовки к войне многие османские войска страдали от нехватки продовольствия, медикаментов и слабой транспортной системы. В ходе войны почти вдвое больше османских солдат умерло от болезней, чем от ранений в бою. Поэтому тяжелые условия для пленных отчасти были следствием общих трудностей Османской армии, что не оправдывает плохого обращения с пленными, но помещает это в контекст более масштабной проблемы. Нури Кёштюклу, профессор университета Неджметтин Эрбакан, также отмечает, что для пленных были предоставлены очень хорошие условия, учитывая условия Турции того времени: «Они ели ту же пищу, что и турецкие солдаты, не было какой-либо дискриминации, в определенные дни им разрешалось ходить на базар, их одежда, гигиена и религиозные потребности удовлетворялись по мере возможности, а больные получали лечение. Некоторые недостатки или проблемы, отмеченные в отчетах, были связаны с условиями и возможностями, с которыми сталкивались и турецкие солдаты в то время». Профессора Месута Чапа заявляет, что турецкая администрация относилась к ним сдержанно, а охрана проявляла сочувствие. Проблемы, которые испытывали военнопленные, были вызваны коррупцией и халатности турецких чиновников, а не преднамеренной жестокостью.
Условия различались в зависимости от лагеря. По словам Лаврова, пленные подвергались оскорблениям и физическому насилию, вплоть до побоев (до 200 ударов палкой). Пленных морил голод — офицеры получали от турецких властей недостаточную денежную сумму в 5 лир в месяц (около 43 рублей), из которых 3 лиры тратились на 1/2 фунта хлеба, а 2 лиры на «раз в день тарелкой варева из кормовой свеклы без мяса, заправленного 1 ложкой на 6 человек внутренним жиром». В свою очередь солдаты выживали на скудном пайке: в 6 часов утра и вечера им давали 6 ложек воды с разваренной пшеницей, а также давали половину фунта хлеба в сутки. Он отмечал, что передвижение внутри лагерей было строго ограничено, а узники находились под постоянным контролем охраны: «Все раздеты и ходят хуже нищих, отношение ужасное. Несмотря на мир, несмотря на фактическое получение богатейшего Батумского края, Карса и Ардагана, турки держат русских военнопленных на положении арестованных. Выход из дома в город разрешен под конвоем раз в неделю на 2 часа; все купленное подвергается осмотру турецких солдат; выход на прогулку — 2 раза в неделю по 2 часа при окружении места прогулки часовыми. Остальное время обязаны сидеть дома или толпиться на тесной уличке между домами, окруженными часовыми. В 6 часов вечера помещения запираются на замок».
Однако сообщение коменданта Мардинского лагеря для русских военнопленных в рапорте Обществу Красного Полумесяца от 13 октября 1916 года, рисует противоположную картину — с пленными обращались хорошо, следуя исламским и османским традициям гостеприимства, что, по его словам, демонстрировало пример гуманного отношения всему цивилизованному миру. Продовольственное, вещевое и денежное обеспечение пленных, согласно рапорту, было полностью удовлетворено, а довольствие выплачивалось регулярно в соответствии с предписаниями. В лагере уделялось особое внимание соблюдению гигиены — пленных регулярно водили в бани, стирали их одежду с мылом каждую неделю, а все пленные получили комплект одежды и обуви, а также одеяла.

### Труд
Подобно Германии и Австро-Венгрии, в Османской империи активно использовался труд российских военнопленных в сельском хозяйстве, на стройках и промышленных предприятиях. Они участвовали в строительстве верфей в Измите, возводили железную дорогу Анкара-Сивас, работали на прокладке Багдадской железной дороги. Лагеря для военнопленных обычно располагались вдоль строящихся железных дорог. Солдатам за работу не платили, а офицеры хотели получить работу хотя бы за еду, но турецкие власти отказывали им в этом.

### Разница в условиях содержания между национальностями
Русские военнопленные вероятно могли иметь похожий опыт с австралийскими, французскими, британскими, индийскими военнопленными — одинаковые условия проживания, питания и труд. Однако условия различались в зависимости от лагеря. Австралийские и русские военнопленные нередко разделяли общую участь, особенно во время побегов из турецкого плена. 
Среди русских военнопленных в Турции были представители украинских, польских, румынских национальностей, а также мусульманские военнопленные. По мнению русского пленного Лаврова, в турецких лагерях не было различий в условиях содержания военнопленных разных национальностей: «Я не выделяю украинцев, кавказцев, поляков, ибо всем одинаково тяжело, и в горе сепаратизма не может существовать».
В начале войны военнопленные-мусульмане из России содержались отдельно от других пленных в специальном лагере городе Бурсе. Специальной пропагандистской политики в отношении них турки не проводили, и особого отношения к ним практически не было. Например, по воспоминаниям военнопленного Гарифуллы Гайфуллина однажды он услышал разговор конвоиров о приказе расстрелять часть заключенных. Тогда Гайфуллин начал громко читать суры из Корана, что заметили конвоиры. Согласно рассказам родственников, Гарифулла Гайфуллин вернулся домой после войны.
Более неопределенными являются данные о пленных российских немцев, поскольку российский генеральный штаб переводил их с Восточного фронта на Кавказский фронт, опасаясь их неопределенной лояльности. Известно, что около 40 000 русско-немецких солдат погибли в боях, в том числе при штурме турецкой крепости Эрзурум в восточной Анатолии в 1916 году. Неизвестно, сколько и каких русских Османская империя перевезла в Германию. 
После создания Королевства Польша немецкими и австро-венгерскими властями, Польша попыталась взять на себя юрисдикцию над польскими военнопленными в Османской империи. С этой целью в Турцию был направлен специальный представитель. Однако османские юристы пришли к выводу, что поляков из русской армии нельзя рассматривать как граждан независимой Польши, поскольку в то время Королевство Польша не обладало всеми признаками независимого государства. Поэтому их нужно было рассматривать как подданных Российской империи. Этот вопрос был согласован с турецкими союзниками Германией и Австро-Венгрией. Среди поляков погибло 213 человек, в основном от болезней.

### Помощь России и других стран
Настроение среди русских военнопленных было очень упадническим, поскольку помощи им было ждать не от кого. Дипломатическая миссия Нидерландов в Константинополе оказывала им поддержку в меру своих возможностей, но она потратила все свои возможные средства. В России о турецкой администрации было негативное мнение. Например, в феврале 1916 года, при обсуждении вопроса о пересылке денежных переводов русским военнопленным в Турции через посольство США, Центральное справочное бюро о военнопленных в Петрограде в письме Министерству иностранных дел выразило сомнение в том, что пересылаемые деньги действительно будут переданы турецкими властями адресатам. В конечном счёте из России дошло очень мало посылок и денег для военнопленных, а после октября 1917 года полностью перестали приходить посылки и денежные переводы, прекратилась и переписка.
Представители Красного Креста и Красного Полумесяца имели разрешение доставлять посылки военнопленным и осуществлять за ними наблюдение. Однако посылки не всегда доходили до адресатов — либо из-за внезапного обострения военной ситуации, либо в связи со злоупотреблениями со стороны руководства лагерей. Ситуацию осложняла борьба турецкого Военного министерства и полиции за право распоряжаться трудом пленных. Также имели место попытки взять под контроль распределение гуманитарной помощи от Красного Креста. Русские пленные пытались проинформировать Российский Красный Крест о том, что они испытывали проблемы с получением писем, и посылок.

## Численность
Русских военнопленных в Османской империи было около 0,59 % из общего числа русских военнопленных в Первой мировой войне, значительно меньше, чем русских военнопленных в Германии или Австро-Венгрии.
Военнопленный Евгений Лавров оценил численность следующим образом «Когда я выезжал из Турции (9 мая 1918 года), находилось в плену: офицеров — 80; моряков торгового флота — 30; солдат — около 2000. Интернированных, преимущественно евреев, до 800». Кандидат исторических наук Познахирев В. В. оценивает число пленных в 5 500 человек. Международная интернет-энциклопедия Первой мировой войны оценивает число пленных в 15 728 человек, из которых 6 512 были захвачены на румынском фронте. Военный специалист Н. Н. Головин, базируясь на данных 1919 года, подсчитал, что русских пленных в Турции было 19 795 человек. По данным османского военного начальника, маршала Февзи Чакмака, в турецком плену содержалось около 700 российских офицеров и около 10 тысяч солдат и матросов. В целом, турецкие исследователи называют диапазон численности от 10 до 15 тысяч человек, а также некоторое количество перемещённого гражданского населения.

## Использование Турцией русских пленных из Германии и Австро-Венгрии

### Использование для пропаганды
Среди оказавшихся в годы Первой мировой войны в германском и австро-венгерском плену российских военнослужащих было немало офицеров-мусульман. 23 мая 1917 года генеральный консул Османской империи в Будапеште Ахмед Хикмет, в своей записки послу послу Турции в Вене Хюсейну Хильми-паше, предложил использовать их для пропаганды среди мусульманского населения России с целью ускорения заключения мира между Россией и Турцией. В качестве примера он назвал таких российских мусульман, как Ахмед Агаоглы, Юсуф Акчура и Али Гусейн-заде, которые в 1911 году стали соучредителями общества «Тюрк Юрду», пропагандировавшего идеи пантюркизма. В мая 1916 года ряд мусульманских деятелей подписали телеграмму президенту США Вудро Вильсону от Лиги коренных народов России с просьбой о защите интересов нерусских народов.
Благодаря усилиям Хикмета более 200 российских военнопленных-мусульман из Германии и Австро-Венгрии получили османское подданство и были эвакуированы на территорию Османской империи. При этом ещё с 1915 года германские власти вели пропагандистскую работу среди пленных российских мусульман, привлекая к этому турецкие власти. 7 января 1916 года турецкая сторона передала германскому МИД воззвание османского правительства к военнопленным-мусульманам с призывом прибыть в Стамбул для участия в джихаде или переселения в Османскую империю. По этой программе, османская империя обещала жильё и деньги. Эта пропаганда оказала определенное воздействие на пленных — часть из них воевала в особом «Азиатском батальоне» турецкой армии, сформированном из мусульман-военнопленных.
Однако расчеты тогдашнего правительства Османской империи на использование российских военнопленных-мусульман в своих интересах, по-видимому, не оправдались. Вероятно, по этой причине турецкий посол в Вене Хюсейн Хильми-паша довольно скептически отнесся к данной идее. Против высказался и Мехмед Талаат-паша, один из лидеров младотурецкого правительства Османской империи. Это предопределило отклонение проекта, предложенного Хикметом.

### Использование для принудительных работ
Некоторые русские пленные, захваченные на западном фронте, были использованы Османской империей для подсобных работ на Ближнем Востоке.

## Обмен между Россией и Османской империей

### Обмен списками военнопленных
Согласно международному праву того времени, обмен списками военнопленных между воюющими странами прямо не регламентировался. Тем не менее, он практиковался ранее и был рекомендован Красным Крестом. Однако Российская империя испытывала сложности с составлением и передачей таких списков. Причины заключались в огромных территориях страны, недостатке делопроизводственного персонала на местах и неграмотности военных писарей, что приводило к постоянному искажению имен пленных. Тем не менее, другие страны Антанты, например Великобритания, сталкивались с аналогичными сложностями, однако активно обменивались списками с противником.
Первый список русских пленных в Турции Россия получила в ноябре 1914 года, тогда как ответный список турок в России был предоставлен лишь в сентябре 1915 года.
В 1915—1917 годах российское Центральное справочное бюро о военнопленных неоднократно заявляло о неудовлетворительном положении с обменом списками пленных с Османской империей, при этом возлагая вину на «упорство турок». Однако документальных свидетельств требований российской стороны к Турции предоставить списки пленных не обнаружено. Напротив, инициатива обмена данными об умерших пленных и списками интернированных гражданских лиц исходила от Турции — имеется около 10 требований и напоминаний от турецкой стороны к России в 1915—1917 годах. Нормализация обмена списков произошла не ранее середины 1917 года.
Это было связано с разными причинами: в начале войны в России отсутствовал механизм сбора данных о пленных, из-за чего ведомства плохо представляли свои полномочия в этом вопросе; постоянные изменения в промежуточных посредниках и дипломатических каналах — лишь с октября 1916 года ЦСБ обеих держав перешли к непосредственной передаче списков друг другу; Россия стремилась ограничить информированность Стамбула о численности пленных в Кавказском военном округе, который считался активной зоной военных действий; были проблемы с произволом должностных лиц и низкой исполнительской дисциплиной в органах управления, включая запреты на отправку списков и задержки в их передаче, например, по решению Генштаба и штабов военных объединений.

### Обмен военнопленными
Обе стороны не проявили должной заинтересованности в обмене, успешным оказался только обмен лиц, не годных к дальнейшей военной службе. В целом, Османская империя лояльно отнеслась к предложению обмену военнопленных, так как её больше волновали экономические вопросы.
Переговоры об обмене военнопленными между Россией и Турцией начались в декабре 1914 года, когда Главный Морской штаб решил обменять личный состав задержанных в Турции с началом войны пароходов «Великий князь Александр» и «Королева Ольга» на пленных из команды турецких рыболовных и каботажных фелюг. Это предложение было поддержано МИДом и обсуждалось без видимых результатов до марта 1917 года.
В августе 1915 года Россия планировала обменять 30 русских офицеров, находящихся в плену в Турции «на равное число офицеров турецкой армии, взятых нами в плен». США выразили готовность стать посредниками в обмене, но в октябре 1915 года Османская империя посчитала данный обмен неприемлемым. Спустя несколько месяцев Турция предложила заключить соглашение о равном количестве здоровых офицеров и нижних чинов в рамках обмена пленными, но российский власти ответили отказом, поскольку считала, что турецкие пленные могут быть направлены на службу на Кавказ, что, по её мнению, способствовало бы усилению вооруженных сил Османской империи.
В августе 1916 года были предприняты попытки организовать персональный обмен пленными в России. Русский летчик, штабс-капитан М. А. Шейх-Ашири, обратился с ходатайством о обмене своим отцом, капитаном 1 ранга А. М. Шейх-Ашири, который находился в турецком плену с октября 1914 года. Это ходатайство было поддержано Наместником на Кавказе и Главным управлением Генерального штаба. К маю 1917 года в Московском военном округе были подобраны несколько кандидатур пленных турецких офицеров, которых можно было бы обменять на А. М. Шейх-Ашири. Однако, по всей видимости, этот обмен также не состоялся.
В феврале 1917 года был осуществлен успешный обмен пленными медицинскими специалистами между Россией и Турцией. После длительных переговоров сторонам удалось провести обмен между врачом минного заградителя Черноморского флота «Прут» по имени В. А. Алешин и его турецким коллегой Гассаном Джавидом бей бин Мухаррем Касимом. В декабре 1917 года, дополнительно к этому обмену, русская сторона передала турецкой стороне двух русских врачей: врача 17-го артиллерийского дивизиона по имени Абдул Раиф и врача 68-го пехотного полка по имени Ахмед Хаки.
В мае 1916 гола ГУГШ изучал возможность обмена всех лиц медико-санитарного персонала, однако процесс обмена с самого начала стал затрудненным из-за различия в численности пленных в обеих странах — в России на июль 1916 года находились 43 турецких врача, а также 49 фельдшеров и санитаров, а в Турции находилось всего лишь 3 русских врача и 15 фельдшеров и санитаров. Россия настаивала на равном обмене пленных, а Турция желала по принципу «2 русских на трёх турецких». В мае 1917 года сторона достигли соглашение об обмене равным количеством пленных — на 4 фельдшера и 11 санитаров. Однако выполнение соглашения затянулось — 9 турецких санитаров, выбранных для обмена, находились в России до заключения Брестского мира.
В февраля 1916 года начались длительные переговоры об обмене инвалидам-пленниками. Несмотря на длительные переговоры и согласования, процесс затянулся более чем на год. Из-за несогласованности действий российских властей турецкие инвалиды неоднократно безрезультатно перемещались по стране. Регулярный обмен начался лишь осенью 1917 года и к началу 1918 года из России репатриировано только 60 % от запланированного числа турецких инвалидов (278 инвалидов из 459).

## Репатриация
Репатриация русских военнопленных началась вскоре после Брест-Литовского мира, в март 1918 года, но гражданская война в России и собственные проблемы в стране замедлили процесс. Часть русских пленных не стало возвращаться в Россию. Среди тех, кто остался, легче всего было обустроиться российским мусульманам. Вопрос о пребывании пленных на территории Турции был окончательно решен в ходе подписания Московского договора от 16 марта 1921 года. В статье 13 договора указывались детали обмена военнопленными и перемещенными гражданскими лицами. Стороны также обязались выработать отдельную конвенцию по этому вопросу. Она была подготовлена 28 марта 1921 года и вступила в силу с момента подписания.
Кроме того, после окончания Первой мировой войны английские власти начали перевозить в Египет группы бывших русских военнопленных, освобожденных в ходе боевых действий против Турции на Ближнем Востоке. Первая группа численностью 64 человека прибыла в Порт-Саид 6 декабря 1918 года, а в середине декабря — еще 586 человек. Англичане разместили бывших русских военнопленных в двух лагерях с палатками и походными госпиталями — в Тель-эль-Кебире между Каиром и Исмаилией и в Кантаре на Суэцком канале. К маю 1919 года в лагере Тель-эль-Кебир насчитывалось 1148 человек. По причине Гражданской войны в России и непризнания Великобританией РСФСР репатриации проходила очень медленно.
В октябре 1920 года правительство РСФСР в дипломатической ноте потребовало от властей Великобритании ускорить репатриацию русских граждан, в том числе военнопленных, задержанных в Египте и других британских колониях. В ответной ноте британская сторона сообщила, что 129 человек ожидают репатриации в лагере Кантара в Египте.
30 октября 1920 года народный комиссар иностранных дел РСФСР направил телеграмму с указанием принять меры к встрече транспорта с репатриантами из Египта и Константинополя в Одессе. Этот демарш ускорил процесс репатриации, и после 30 октября 1920 года упоминаний о пребывании русских военнопленных в Египте нет, поэтому вероятно репатриация была завершена.